# Peruth Chemutai
Peruth Chemutai, född 10 juli 1999, är en ugandisk medeldistanslöpare och hinderlöpare.

## Karriär
Chemutai tog guld vid OS 2020 på 3 000 meter hinder, och blev med detta den första ugandiska kvinnan att vinna ett OS-guld. Vid de Afrikanska spelen tog hon silver på samma distans. Vid OS 2024 tog hon silver på 3 000 meter hinder.